# Crematogaster
Genre
Crematogaster est un genre de fourmis, insectes hyménoptères de la famille des Formicidae. Ce genre est présent sur tout le globe.

## Étymologie
Le nom de genre vient du grec kremastos (suspendu) et gaster (ventre) en référence à la position relevée du ventre (gastre) de ces fourmis.

## Description
Les espèces de ce genre ont la caractéristique d'avoir leur abdomen en forme de pique.

## Répartition et habitat
Ce genre est cosmopolite.
L'espèce de Crematogaster la plus présente en France est Crematogaster scutellaris. Vivant souvent dans des souches d'arbre ou arbre mort, elle prolifère facilement dans les climats chauds. Bien que la période soit longue de l'œuf à l'imago, la colonie une fois lancée se développe rapidement.
Crematogaster auberti et Crematogaster sordidula sont les deux autres espèces de Crematogaster présentes en France métropolitaine.
Au Québec, une seule espèce, Crematogaster cerasi (Fitch), est répertoriée.  

## Rôle écologique
Plusieurs espèces de fourmis, notamment Crematogaster mimosae et Crematogaster nigriceps, vivent en symbiose mutualiste avec l’acacia Vachellia drepanolobium. Chacun y trouve son compte, l’acacia fournit un nid aux fourmis (des cavités dans de grandes épines, les domaties) et de quoi s’alimenter (le nectar fourni par les nectaires extra-floraux), en échange de quoi les fourmis défendent l'arbre contre les autres insectes et les mammifères herbivores, notamment les girafes et les éléphants,.

## Liste des espèces
| A - C. abdominalis Motschoulsky, 1863 - C. aberrans Forel, 1892 - C. abrupta Mann, 1919 - C. abstinens Forel, 1899 - C. acaciae Forel, 1892 - C. aculeata Donisthorpe, 1941 - C. acuta Fabricius, 1804 - C. adrepens Forel, 1897 - C. aegyptiaca Mayr, 1862 - C. affabilis Forel, 1907 - C. afghanica Forel, 1967 - C. africana Mayr, 1895 - C. agnetis Forel, 1892 - C. agniae Karavaiev, 1935 - C. agnita Wheeler, 1934 - C. aitkenii Forel, 1902 - C. algirica Lucas, 1849 - C. alluaudi Emery, 1893 - C. aloysiisabaudiae Menozzi, 1930 - C. alulai Emery, 1901 - C. amabilis Santschi, 1911 - C. amapaensis Kempf, 1960 - C. ambigua Santschi, 1926 - C. amita Forel, 1913 - C. ampullaris Smith, 1861 - C. ancipitula Forel, 1917 - C. angulosa Andre, 1896 - C. angusticeps Santschi, 1911 - C. antaris Forel, 1894 - C. anthracina Smith, 1857 - C. apicalis Motschoulsky, 1878 - C. arata Emery, 1906 - C. arcuata Forel, 1899 - C. arizonensis Wheeler, 1908 - C. armandi Forel, 1921 - C. arnoldi Forel, 1914 - C. aroensis Menozzi, 1935 - C. arthurimuelleri Forel, 1894 - C. ashmeadi Mayr, 1886 - C. atitlanica Wheeler, 1936 - C. atkinsoni Wheeler, 1919 - C. atra Mayr, 1870 - C. auberti Emery, 1869 - C. augusti Emery, 1895 - C. aurita Karavaiev, 1935 - C. australis Mayr, 1876 B - C. baduvi Forel, 1912 - C. bakeri Menozzi, 1925 - C. barbouri Weber, 1934 - C. batesi Forel, 1911 - C. bequaerti Forel, 1913 - C. betapicalis Smith, 1995 - C. bicolor Smith, 1860 - C. biformis Andre, 1892 - C. binghamii Forel, 1904 - C. bingo Forel, 1908 - C. biroi Mayr, 1897 - C. bison Forel, 1913 - C. boera Ruzsky, 1926 - C. bogojawlenskii Ruzsky, 1905 - C. boliviana Wheeler, 1922 - C. borneensis Andre, 1896 - C. brasiliensis Mayr, 1878 - C. brevimandibularis Donisthorpe, 1943 - C. brevis Emery, 1887 - C. brevispinosa Mayr, 1870 - C. breviventris Santschi, 1920 - C. browni Buren, 1968 - C. bruchi Forel, 1912 - C. brunnea Smith, 1857 - C. brunneipennis Andre, 1890 - C. brunnescens Motschoulsky, 1863 - C. buchneri Forel, 1894 - C. buddhae Forel, 1902 - C. butteli Forel, 1913 C - C. californica Wheeler, 1919 - C. capensis Mayr, 1862 - C. captiosa Forel, 1911 - C. carinata Mayr, 1862 - C. castanea Smith, 1858 - C. censor Forel, 1910 - C. cephalotes Smith, 1857 - C. cerasi Fitch, 1855 - C. chiarinii Emery, 1881 - C. chlorotica Emery, 1899 - C. chopardi Bernard, 1950 - C. chungi Brown, 1949 - C. cicatriculosa Roger, 1863 - C. clariventris Mayr, 1895 - C. clydia Forel, 1912 - C. coarctata Mayr, 1870 - C. coelestis Santschi, 1911 - C. colei Buren, 1968 - C. concava Emery, 1899 - C. constructor Emery, 1895 - C. coriaria Mayr, 1872 - C. cornigera Forel, 1902 - C. cornuta Crawley, 1924 - C. corporaali Santschi, 1928 - C. corticicola Mayr, 1887 - C. corvina Mayr, 1870 - C. crassicornis Emery, 1893 - C. crinosa Mayr, 1862 - C. cristata Santschi, 1929 - C. curvispinosa Mayr, 1862 - C. cuvierae Donisthorpe, 1945 - C. cylindriceps Wheeler, 1927 D - C. dahlii Forel, 1901 - C. daisyi Forel, 1901 - C. dalyi Forel, 1902 - C. decamera Forel, 1910 - C. degeeri Forel, 1886 - C. delagoensis Forel, 1894 - C. delitescens Wheeler, 1921 - C. dentinodis Forel, 1901 - C. depilis Wheeler, 1919 - C. depressa (Latreille, 1802) - C. descarpentriesi Santschi, 1928 - C. descolei Kusnezov, 1949 - C. desecta Forel, 1911 - C. desperans Forel, 1914 - C. difformis Smith, 1857 - C. diffusa (Jerdon, 1851) - C. dispar Forel, 1902 - C. distans Mayr, 1870 - C. dohrni Mayr, 1879 - C. dolens Forel, 1910 - C. donisthorpei Santschi, 1934 - C. dorsidens Santschi, 1925 - C. dubia Karavaiev, 1935 E - C. ebenina Forel, 1902 - C. edentula Santschi, 1914 - C. egidyi Forel, 1903 - C. egregior Forel, 1912 - C. elegans Smith, 1859 - C. elysii Mann, 1919 - C. emeryana Creighton, 1950 - C. emeryi Forel, 1907 - C. emmae Forel, 1891 - C. enneamera Emery, 1900 - C. ensifera Forel, 1910 - C. erecta Mayr, 1866 - C. esterelana (Bernard, 1978) - C. eurydice Forel, 1915 - C. euterpe Santschi, 1922 - C. evallans Forel, 1907 - C. excisa Mayr, 1895 | F-G-H-I - C. ferrarii Emery, 1888 - C. flavicornis Emery, 1897 - C. flavitarsis Emery, 1900 - C. foraminiceps Santschi, 1913 - C. formosa Mayr, 1870 - C. foxi Mann, 1919 - C. fraxatrix Forel, 1911 - C. fritzi Emery, 1901 - C. frivola Forel, 1902 - C. fruhstorferi Emery, 1901 - C. fuentei Menozzi, 1922 - C. fulmeki Forel, 1922 - C. fusca Mayr, 1876 - C. gabonensis Emery, 1899 - C. gallicola Forel, 1894 - C. gambiensis Andre, 1889 - C. gavapiga Menozzi, 1935 - C. gerstaeckeri Dalla Torre, 1892 - C. gibba Emery, 1894 - C. gratiosa Santschi, 1926 - C. grevei Forel, 1891 - C. gutenbergi Santschi, 1914 - C. heathi Mann, 1916 - C. hemiceros Santschi, 1926 - C. hespera Buren, 1968 - C. hezaradjatica Pisarski, 1967 - C. himalayana Forel, 1902 - C. hogsoni Forel, 1902 - C. homeri Forel, 1913 - C. hottentota Emery, 1899 - C. hova Forel, 1887 - C. huberi Forel, 1907 - C. iheringi Forel, 1908 - C. ilgii Forel, 1910 - C. impressa Emery, 1899 - C. impressiceps Mayr, 1902 - C. inca Wheeler, 1925 - C. inconspicua Mayr, 1896 - C. incorrecta Santschi, 1917 - C. indefensa Kempf, 1968 - C. inermis Mayr, 1862 - C. inflata Smith, 1857 - C. innocens Forel, 1911 - C. inops Forel, 1892 - C. insularis Smith, 1859 - C. ionia Forel, 1911 - C. iridipennis Smith, 1865 - C. irritabilis Smith, 1860 - C. isolata Buren, 1968 J-K-L - C. jacobsoni Forel, 1911 - C. javanica Menozzi, 1935 - C. jeanneli Santschi, 1914 - C. jehovae Forel, 1907 - C. jullieni Santschi, 1910 - C. juventa Santschi, 1926 - C. kachelibae Arnold, 1954 - C. karawaiewi Menozzi, 1935 - C. kasaiensis Forel, 1913 - C. kelleri Forel, 1891 - C. kirbii (Sykes, 1835) - C. kneri Mayr, 1862 - C. kohli Forel, 1909 - C. kutteri Viehmeyer, 1924 - C. laboriosa Smith, 1874 - C. laestrygon Emery, 1869 - C. laeviceps Smith, 1858 - C. laevis Mayr, 1878 - C. laevissima Smith, 1860 - C. laeviuscula Mayr, 1870 - C. lamottei Bernard, 1953 - C. lango Weber, 1943 - C. larreae Buren, 1968 - C. latuka Weber, 1943 - C. laurenti Forel, 1909 - C. ledouxi Soulie, 1961 - C. libengensis Stitz, 1916 - C. liengmei Forel, 1894 - C. limata Smith, 1858 - C. lineolata (Say, 1836) - C. litoralis Arnold, 1955 - C. lobata Emery, 1895 - C. longiceps Forel, 1910 - C. longiceps Santschi, 1910 - C. longiclava Emery, 1893 - C. longipilosa Forel, 1907 - C. longispina Emery, 1890 - C. lorteti Forel, 1910 - C. lotti Weber, 1943 - C. lucayana Wheeler, 1905 - C. luctans Forel, 1907 - C. lutzi Forel, 1905 M - C. macracantha Creighton, 1945 - C. madagascariensis Andre, 1887 - C. madecassa Emery, 1895 - C. magitae Forel, 1910 - C. magnifica Santschi, 1925 - C. major Donisthorpe, 1941 - C. manni Buren, 1968 - C. margaritae Emery, 1895 - C. marioni Buren, 1968 - C. marthae Forel, 1892 - C. matsumurai Forel, 1901 - C. meijerei Emery, 1911 - C. melanogaster Emery, 1895 - C. menilekii Forel, 1894 - C. mesonotalis Emery, 1911 - C. microspina Menozzi, 1942 - C. millardi Forel, 1902 - C. mimicans Donisthorpe, 1932 - C. mimosae Santschi, 1914 - C. minutissima Mayr, 1870 - C. misella Arnold, 1920 - C. mjobergi Forel, 1915 - C. modiglianii Emery, 1900 - C. montezumia Smith, 1858 - C. monticola Arnold, 1920 - C. moorei Donisthorpe, 1941 - C. moqorensis Pisarski, 1967 - C. mormonum Wheeler, 1919 - C. mottazi Santschi, 1928 - C. mucronata Emery, 1900 - C. muralti Forel, 1910 - C. mutans Buren, 1968 - C. myops Forel, 1911 N-On - C. natalensis Forel, 1910 - C. navajoa Buren, 1968 - C. nesiotis Mann, 1919 - C. neuvillei Forel, 1907 - C. nigeriensis Santschi, 1914 - C. nigrans Forel, 1915 - C. nigriceps Emery, 1897 - C. nigronitens Santschi, 1917 - C. nigropilosa Mayr, 1870 - C. nocturna Buren, 1968 - C. oasium Santschi, 1911 - C. obnigra Mann, 1919 - C. obscura Smith, 1857 - C. obscurior Dalla Torre, 1892 - C. ochracea Mayr, 1862 - C. ochraceiventris Stitz, 1916 - C. onusta Stitz, 1925 | Op-P - C. opaca Mayr, 1870 - C. opaciceps Mayr, 1901 - C. opuntiae Buren, 1968 - C. ornatipilis Wheeler, 1918 - C. orobia Santschi, 1919 - C. osakensis Forel, 1900 - C. oscaris Forel, 1910 - C. overbecki Viehmeyer, 1916 - C. oxygynoides Santschi, 1934 - C. painei Donisthorpe, 1945 - C. pallida Lowne, 1865 - C. pallipes Mayr, 1862 - C. paolii Menozzi, 1930 - C. paradoxa Emery, 1894 - C. parallela Santschi, 1925 - C. patei Buren, 1968 - C. pauciseta Emery, 1899 - C. pauli Emery, 1901 - C. pellens Walker, 1859 - C. perelegans Forel, 1902 - C. peringueyi Emery, 1895 - C. peristerica Menozzi, 1925 - C. perthensis Crawley, 1922 - C. peruviana (Wheeler, 1922) - C. petiolidens Forel, 1916 - C. phoenica Santschi, 1915 - C. phoenix Santschi, 1921 - C. pia Forel, 1911 - C. pilosa Emery, 1895 - C. polita Smith, 1865 - C. politula Forel, 1902 - C. polymnia Santschi, 1922 - C. popohana Forel, 1912 - C. praecursor Emery, 1891 - C. pseudinermis Viehmeyer, 1923 - C. pulchella Bernard, 1953 - C. punctulata Emery, 1895 - C. pusilla (Heer, 1850) - C. pygmaea Forel, 1904 - C. pythia Forel, 1915 Q-R - C. quadriformis Roger, 1863 - C. quadrispinosa Roger, 1863 - C. queenslandica Forel, 1902 - C. ralumensis Forel, 1901 - C. ranavalonae Forel, 1887 - C. ransonneti Mayr, 1868 - C. rasoherinae Forel, 1891 - C. rectinota Forel, 1913 - C. recurva Emery, 1897 - C. resulcata Bolton, 1995 - C. retifera Santschi, 1926 - C. rifelna Buren, 1968 - C. rivai Emery, 1897 - C. rogenhoferi Mayr, 1879 - C. rogeri Emery, 1922 - C. rossi Buren, 1968 - C. rothneyi Mayr, 1879 - C. rudis Emery, 1894 - C. rufa (Jerdon, 1851) - C. rufigena Arnold, 1958 - C. rufotestacea Mayr, 1876 - C. rugosa Andre, 1895 - C. rugosior Santschi, 1910 - C. ruspolii Forel, 1892 - C. russoi Menozzi, 1930 - C. rustica Santschi, 1935 S - C. sagei Forel, 1902 - C. sanguinea Roger, 1863 - C. santschii Forel, 1913 - C. saussurei Forel, 1899 - C. scapamaris Santschi, 1922 - C. scelerata Santschi, 1917 - C. schencki Forel, 1891 - C. schimmeri Forel, 1912 - C. schmidti (Mayr, 1853) - C. schultzei Forel, 1910 - C. scita Forel, 1902 - C. sculpturata Pergande, 1896 - C. scutellaris (Olivier, 1792) - C. semperi Emery, 1893 - C. senegalensis Roger, 1863 - C. sewellii Forel, 1891 - C. similis Stitz, 1911 - C. simoni Emery, 1893 - C. skounensis Soulie, 1961 - C. solenopsides Emery, 1899 - C. solers Forel, 1910 - C. sordidula (Nylander, 1849) - C. sorokini Ruzsky, 1905 - C. soror Forel, 1902 - C. spengeli Forel, 1912 - C. stadelmanni Mayr, 1895 - C. steinheili Forel, 1881 - C. stenocephala Emery, 1922 - C. stethogompha Wheeler, 1919 - C. stigmata Santschi, 1914 - C. stollii Forel, 1885 - C. striatula Emery, 1892 - C. subcircularis Mayr, 1879 - C. subdentata Mayr, 1877 - C. subnuda Mayr, 1879 - C. sumichrasti Mayr, 1870 T-U-V-W-X-Y-Z - C. tarsata Smith, 1865 - C. terminalis (Shuckard, 1838) - C. tetracantha Emery, 1887 - C. theta Forel, 1911 - C. togoensis Donisthorpe, 1945 - C. torosa Mayr, 1870 - C. transiens Forel, 1913 - C. transvaalensis Forel, 1894 - C. trautweini Viehmeyer, 1914 - C. travancorensis Forel, 1902 - C. treubi Emery, 1896 - C. tricolor - C. tumidula Emery, 1900 - C. udo Forel, 1905 - C. unciata Santschi, 1925 - C. ustiventris Menozzi, 1935 - C. vandeli Soulie, 1961 - C. vandermeermohri Menozzi, 1930 - C. vermiculata Emery, 1895 - C. victima Smith, 1858 - C. vidua Santschi, 1928 - C. vitalisi Menozzi, 1925 - C. voeltzkowi Forel, 1907 - C. vulcania Santschi, 1913 - C. walshi Forel, 1902 - C. warburgi Menozzi, 1933 - C. wasmanni Santschi, 1910 - C. weberi Emery, 1911 - C. wellmani Forel, 1909 - C. werneri Mayr, 1907 - C. wheeleri Mann, 1919 - C. whitei Wheeler, 1915 - C. wilwerthi Santschi, 1910 - C. wroughtonii Forel, 1902 - C. xerophila Wheeler, 1915 - C. yappi Forel, 1901 - C. zavattarii Menozzi, 1926 - C. zonacaciae Weber, 1943 |